# Walodia Frangulian
Walodia Frangulian (orm. Վոլոդյա Ֆրանգուլյան; ur. 20 października 1992) – ormiański zapaśnik walczący w stylu wolnym. Zajął dziewiąte miejsce na mistrzostwach świata w 2015. Zdobył brązowy medal na mistrzostwach Europy w 2017. Piąty na igrzyskach europejskich w 2019 i czternasty w 2015. Dziesiąty w Pucharze Świata w 2014 roku.
Trzeci na ME i MŚ juniorów w 2012 i mistrz ME U-23 w 2015. Zajął dwunaste miejsce na Uniwersjadzie w 2013. Zawodnik Armenian State Institute of Physical Culture w Erywaniu.